# Amat Baró i Gonzàlez
Amat Baró i Gonzàlez (Almacelles, el Segrià, 1982) és un poeta i filòleg català.
És fill del cantautor Xavier Baró. Forma part del grup poètic Tempestat. Va publicar el seu primer poemari el 2008. El 2014, amb el seu pare van crear l'espectacle ambulant Catalunya i Joglaria, amb textos de Llull, l'abat Oliba, Papasseit i Brossa. El 2017 presenta el seu poemari La marca de Caín, amb un recull de 30 poesies que tracten sobre l'esperit postmodern. És responsable del recitals A Cau d'Orella del bar Gilda de Lleida, amb Òscar Mur.

## Obra
- Abracadabra! Poemes i cançons (DeParís, 2008)[3]
- On has deixat la falç? (La República dels Llibres, 2013)[3]
- Gegantíssims (Mosaics, 2015)[3]
- La marca de Caín (Fonoll, 2017)[7]
- Riu avall (Fonoll, 2024)[8]